# Zilverblauwe knotsslak
De zilverblauwe knotsslak (Cuthonella concinna) is een slakkensoort uit de familie van de Cuthonellidae. De wetenschappelijke naam van de soort werd in 1843 als Eolis concinna voor het eerst geldig gepubliceerd door Alder & Hancock.

## Beschrijving
De zilverblauwe knotsslak is een zeenaaktslak met een lengte tot circa 12 mm, soms iets groter. Deze soort heeft op de rug veel lange slanke papillen, die in schuine dwarsrijen zijn geplaatst. Over de papillen is vaak een zilverblauwe metaalglans zichtbaar. De enigszins korrelige middendarmkliervertakkingen is meestal licht- tot donkerbruine gekleurd. De uiterste top van de papil is transparant, met daaronder een witte pigmentring. De bovenste helft van koptentakels en rinoforen zijn met wit pigment. Op de kop, lichaam en onderste 80% van de papillen is verder geen wit pigment aanwezig. De zilverblauwe knotsslak voedt zich met de hydroïdpoliep Sertularia argentea.

## Verspreiding
De zilverblauwe knotsslak komt voor in de noordoostelijke Atlantische Oceaan van Finnmark in Noorwegen tot het zuiden tot Normandië en in de noordwestelijke Atlantische Oceaan vanuit New England. In Groot-Brittannië en Ierland is het een noordelijke soort, die voorkomt op Skomer-eilanden, Pembrokeshire en in de Ierse Zee en Schotland. bekend van het Amerikaanse continent. Tot 2005 kwam deze soort in Nederland alleen zeer sporadisch voor in de Waddenzee en de Westerschelde. Alleen voor de Oosterschelde geldt dat er vanaf 1996 sprake van een permanente populatie. In Nederland foerageert deze soort vrijwel uitsluitend op de zeecypres (Sertularia cupressina).